# Sérandon
Sérandon é uma comuna francesa na região administrativa da Nova Aquitânia, no departamento de Corrèze. Estende-se por uma área de 34,48 km². Em 2010 a comuna tinha 353 habitantes (densidade: 10,2 hab./km²).